# Ременево (Тверская область)
Ременево — деревня в Торжокском районе Тверской области, входит в состав Высоковского сельского поселения.

## География
Расположена на 42 км дороги Торжок — Старица (28К-1584), в 700 метрах от реки Тьма (приток Волги).

## История
В 1827 году в селе Ременево была построена каменная холодная Троицкая церковь, в 1896 году возобновлена деревянная теплая Никольская церковь, метрические книги с 1785 года. 
В конце XIX — начале XX века село входило в состав Дарской волости Старицкого уезда Тверской губернии. 
С 1929 года деревня входила в состав Глуховского сельсовета Высоковского района Ржевского округа Западной области, с 1935 года — в составе Калининской области, с 1963 года — в составе Торжокского района, с 1994 года — в составе Высоковского сельского округа, с 2005 года — в составе Высоковского сельского поселения.

## Население
| 1859 | 1886 | 2002 | 2010 |
| ---- | ---- | ---- | ---- |
| 172  | ↗240 | ↘25  | ↘24  |